# Kreukel (kunstwerk)
Kreukel is een tijdelijk kunstwerk op de grens tussen Amsterdam-Centrum en Amsterdam Nieuw-West.
De scheidslijn tussen beide stadsdelen wordt verzorgd door de Singelgracht, die ter plaatse wordt overspannen door brug 167 met de naam Rijckerbrug van architect Piet Kramer en de Dienst der Publieke Werken. Deze brug, in wat de Oranje Loper (traject Rozengracht-De Clercqstraat–Admiraal de Ruijterweg-Jan Evertsenstraat) wordt genoemd, was vanaf 2022 het tafereel van uitgebreide werkzaamheden. Het vele verkeer waaronder vrachtauto’s, bussen en trams hadden een zware wissel getrokken op een brug die gebouwd is voor de verkeerssituatie in 1927. In het kader van brug- en kadeonderhoud werd de brug gerenoveerd. De brug leidde echter niet alleen verkeer, maar ze droeg ook allerlei leidingen en kabels (gas, water, stroom, telefonie, internet). Ter voorbereiding van de werkzaamheden op de gehele project Oranje Loper werden daar waar nodig noodbruggen aangelegd. Zo ook op de doorsteek Rozengracht naar De Clerqstraat. 
Kunstenaar Karin Colen (1962), volgens haar CV gestudeerd aan de Koninklijke Academie voor Kunst en Vormgeving, ontwierp voor de balustraden annex leuningen het kunstwerk Kreukel. Colen paste voor haar kunstwerk een omgekeerde variant van het Pointillisme toe. In plaats van stipjes te zetten werden de beide wanden voorzien van talloze gaatjes; een perforatietechniek. Deze techniek, waarbij gaatjes van allerlei grootten zijn gemaakt, moet de noodbrug een steeds veranderlijk uiterlijk geven doordat de lichtval en spiegeling vanaf het onderliggende wateroppervlak steeds wijzigt. Met name 's nachts moet het werk een wisselend schouwspel geven, hetgeen leidde tot de titel Kreukel. Het kunstwerk kon door de omwonenden gekozen worden uit drie basisvoorstellen. De kunstenares zag er wel wat art deco in. Onderdelen van Kreukel kunnen desgewenst hergebruikt worden.
Colen heeft allerlei kunstwerken geleverd voor openbare ruimten in heel Nederland, zoals Vensters op het verleden in Ede. 
Een ander werk uit de serie is Grachtenvlinder van Sam Hersbach.